# Lorenz Hochrütiner
Lorenz Hochrütiner, auch Hochreutiner, (* um 1490 in St. Gallen; † nach 1528) war ein Anhänger der reformatorischen Täuferbewegung.

## Leben
Lorenz Hochrütiner wurde gegen Ende des 15. Jahrhunderts in St. Gallen vermutlich als Sohn des Gerichtsweibel Hans Hochrütiener geboren. Über seine frühen Jahre ist nichts bekannt. Ab 1520 ist er als Weber in Zürich anzutreffen. Als Anhänger Zwinglis gehörte er zu den Mitinitianten des Castelberger Bibellesekreises. Öffentlich trat er gegen den Solddienst auf. Im März 1522 war er einer der Teilnehmer des legendären Wurstessen/Fastenbruchs beim Buchhändler Froschauer. Früh beteiligte er sich an spektakulären ikonoklastischen Aktionen. So wurde er ertappt, wie er und der Schreiner Wolf Inniger im September 1523 das Ewige Licht im Fraumünster abmontierten und unter die Kanzel warfen. Als er sich im November 1523 an der Beseitigung des Wegkreuzes von Stadelhofen (heute Stadtteil von Zürich) durch Klaus Hottinger beteiligte, wurde er aus der Stadt ausgewiesen.
Versehen mit Empfehlungsschreiben von Grebel und Zwingli an Vadian kehrte er in seine Heimatstadt St. Gallen zurück und schloss sich dem reformatorischen Kreis um Johannes Kessler an. Bei einer der Bibellesungen Kesslers trat er offen gegen die Säuglingstaufe auf und verlangte, dass zu diesem Thema ein Brief Grebels vorgelesen werde. Laut Kessler war es Hochrütiner, der Wolfgang Ulimann zum Täufertum geführt hatte. Hochrütiner und seine Familie wurden schon bald aus St. Gallen ausgewiesen.
Er zog nach Basel, wo er 1524 das Bürgerrecht erwarb. Er schloss sich dort den täuferischen Kreisen an. Ihre Aktivitäten wurden entdeckt. Nach einem Treffen im Hause des Freiburger Schneiders Michel Schürer wurde ein Teil der Täufergemeinde verhaftet. Hochrütiner wurde zusammen mit Ulrich Hugwald und anderen Täufer im August 1525 aus Basel ausgewiesen. Ein zweites Mal wurde Hochrütiner im Juli 1526 und eine Woche später auch seine Familie aus Basel verbannt. In der Folge wirkte er als Täufer im Elsass. Ab Ende 1527 ist er in Strassburg nachgewiesen, wo er 1528 das Bürgerrecht erwarb. Über seine weiteren Aktivitäten ist nichts bekannt.
Sein Sohn Jakob Hochrütiner wirkte ebenfalls als Täufer. Er begab sich 1527 nach Bern, wurde allerdings von dort schon bald ausgewiesen.